# Angelika Hellmann
Angelika Hellmann, po mężu Keilig (ur. 10 kwietnia 1954 w Halle) – niemiecka gimnastyczka sportowa reprezentująca NRD. Wicemistrzyni olimpijska z Monachium (1972) i brązowa medalistka olimpijska z Montrealu (1976) w wieloboju drużynowym, dwukrotna wicemistrzyni oraz brązowa medalistka mistrzostw świata (1970, 1974), mistrzyni Europy w skoku (1973).
Jej ojciec Rudi Hellmann był szefem wydziału sportowego w Komitecie Centralnym Socjalistycznej Partii Jedności Niemiec (SED). Rozpoczęła treningi gimnastyczne w wieku ośmiu lat w klubie SC Dynamo Berlin, zaś do kadry seniorskiej dołączyła w wieku 15 lat. Startowała na arenie międzynarodowej w latach 1969–1976 zdobywając dwa medale olimpijskie oraz po trzy medale mistrzostw świata i Europy. Zdobyła dwa tytuły mistrzyni NRD w wieloboju indywidualnym.

## Osiągnięcia

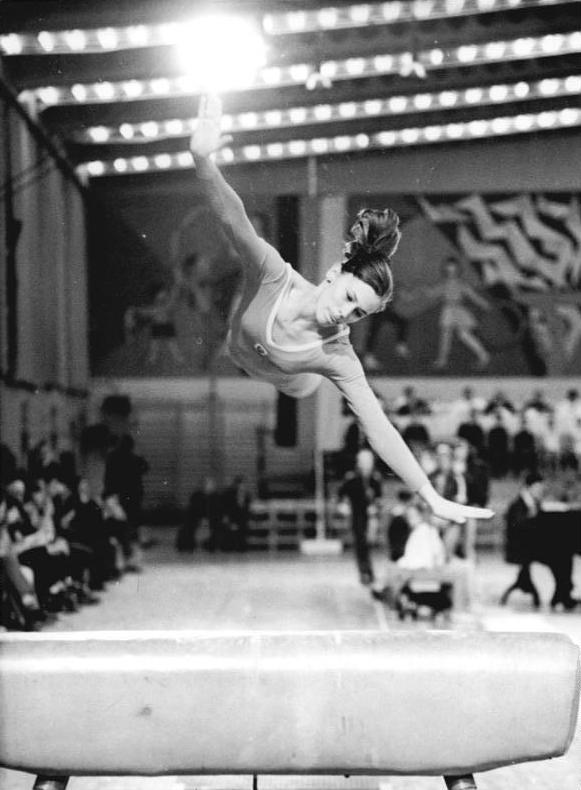
Hellmann podczas wykonywania skoku (1973)

| Rok                   | Zawody                | Konkurencja           | Konkurencja           | Konkurencja           | Konkurencja           | Konkurencja           | Konkurencja           |
| Rok                   | Zawody                | VT                    | UB                    | BB                    | FX                    | AA                    | Team                  |
| Zawody międzynarodowe | Zawody międzynarodowe | Zawody międzynarodowe | Zawody międzynarodowe | Zawody międzynarodowe | Zawody międzynarodowe | Zawody międzynarodowe | Zawody międzynarodowe |
| --------------------- | --------------------- | --------------------- | --------------------- | --------------------- | --------------------- | --------------------- | --------------------- |
| 1970                  | Mistrzostwa świata    | 6                     |                       | 5                     |                       | 10                    | 2                     |
| 1971                  | Mistrzostwa Europy    |                       | 3                     | 6                     |                       | 6                     |                       |
| 1972                  | Igrzyska olimpijskie  | 7T QR                 | 6                     | 12T QR                | 5T                    | 6                     | 2                     |
| 1973                  | Mistrzostwa Europy    | 1                     | 2                     |                       | 4                     | 5                     |                       |
| 1974                  | Mistrzostwa świata    | 5                     | 4                     |                       | 6                     | 3                     | 2                     |
| 1976                  | Igrzyska olimpijskie  | 16 QR                 | 14T QR                | 5                     | 10T QR                | 13 QR                 | 3                     |